# نهائي كأس مصر لكرة القدم 1991
المباراة النهائية بين الأهلي وأسوان انتهت بفوز الأهلي 1-0 بهدف لمهاجم الأهلي محمد رمضان في الدقيقة "5
وصل الأهلي للنهائي بعد الفوز على الشمس 2-1 ثم الفوز على المصري 1-0 في دور ال16 ثم الفوز على الأتحاد 1-0 في دور ال8 والتألق في مباراه القمة والفوز على الزمالك في قبل النهائي 2-0 .
فريق أسوان هزم الكروم بركلات الترجيح .. ثم هزم فريق جمهورية شبين 1-0 بهدف لعصام عبد الفتاح الحكم المونديالي الشهير في دور ال16 .. وفي كبري المفاجأت تخطى غزل المحلة الرهيب بركلات الترجيع في دور ال8 .. وفي قبل النهائي فاز علي فريق السويس بهدف نظيف بعد وقت إضافي لطة العارف .
تشكيل الأهلى في النهائى بقيادة المدير الفني الكابتن شوقى عبد الشافي : ثابت البطل (حراسة المرمي) - علاء عبد الصادق - ضياء السيد - محمود صالح - محمد سعد - ربيع ياسين - تامر حفنى (بدر رجب) - هادى خشبة - علاء ميهوب - محمد رمضان - كرم مرسى (أيمن شوقى).
تشكيل أسوان في النهائى بقيادة المدير الفني الكابتن مشير عثمان : على يحيى (حراسة المرمي) - أنور سعيد - حجاح سعد - أيمن عبد الله الرمادي (المدرب الشهير) - محمد نور - تودى حسن - عصام عبد الفتاح - طه العارف (عبد الحليم حافظ) - حازم عبد الله - حمدى حمدان (محمد رجب) - هشام عبد المنعم.